# Christian Gottfried Ehrenberg
Christian Gottfried Ehrenberg (Delitzsch, 19 de abril de 1795 – Berlín, 27 de junio de 1876) fue un naturalista, zoólogo, botánico, anatomista, geólogo, microscopista y explorador alemán, uno de los más famosos y productivos científicos de su época.

## Biografía

### Primeros años
Hijo de un juez, Christian Gottfried Ehrenberg estudió primero teología en la Universidad de Leipzig, luego medicina y ciencias naturales en la Universidad Humboldt de Berlín y se hizo amigo del famoso explorador Alexander von Humboldt. En 1818, completó su doctorado con una tesis sobre fungi, Sylvae mycologicae Berolinenses.

### Expedición por África y Asia
En 1820, Ehrenberg y su amigo Friedrich Wilhelm Hemprich fueron invitados a servir como naturalistas en la primera expedición arqueológica a Egipto, liderados por el general prusiano von Minutoli. Los dos naturalistas fueron patrocinados por la Academia de Berlín. En marzo de 1821 se separaron del grupo principal y viajaron a las nacientes del río Nilo, hacia Dongola, la capital de Nubia. Durante los dos siguientes años estudiaron la historia natural de esa parte de Egipto.
En 1823, Hemprich y Ehrenberg navegaron a través del golfo de Suez hacia el sur, en la costa sudoeste de la península de Sinaí, permaneciendo allí unos nueve meses. Durante ese tiempo visitaron el monte Sinaí, y Ehrenberg fue uno de los primeros naturalistas que estudió la vida marina del mar Rojo, donde hizo un especial estudio de corales. En 1824, visitaron el Líbano, viajando al interior de Beirut y de allí al monte Líbano y estableciendo base en Bcharre. En agosto retornaron a Egipto.
En noviembre de 1824 recorrieron nuevamente las costas del mar Rojo, parando en varios puertos como Yida. Arribaron al puerto eritreo de Massawa y su intención era visitar los altos de Abisinia. Desafortunadamente, Hemprich falleció en Massawa de fiebre, y Ehrenberg lo sepultó en la isla de Toalul.
Ehrenberg regresó a Europa, y en 1828 publicaría una narración de sus descubrimientos, con ambos nombres, titulada Symbolae Physicae. Los especímenes recolectados por la expedición quedaron depositados en el Museo de Historia Natural de Berlín: 46.000 especímenes botánicos de 3.000 especies y 34.000 especímenes animales de 4.000 especies, incluyendo muchas nuevas especies. Entre los especímenes había dos ejemplares de una especie desconocida abatidos a orillas del Mar Rojo. Ignorando que hubiera descripciones anteriores los llamaron en principio Ibis comata. Tras la muerte de Hemprich, su compañero y amigo rebautizó en 1832 a la especie como Ibis hemprichi pero nunca publicó el trabajo.

### Estudio de los organismos microscópicos
En 1827, Ehrenberg ganó la cátedra de profesor de Medicina en la Universidad de Berlín. En 1829 acompañó a Alexander von Humboldt a través del este de Rusia hacia la frontera china. A su regreso se concentró en el estudio de los organismos microscópicos, que no habían sido sistemáticamente investigados hasta entonces
Durante cerca de treinta años Ehrenberg examinó muestras de agua, suelo, sedimento, polvo y roca, describiendo miles de nuevas especies, flagelados como Euglena, ciliados como Paramecium aurelia y Paramecium caudatum, y muchos fósiles, en cerca de cuatrocientas publicaciones. Estuvo particularmente interesado en un grupo unicelular de protistas llamadas diatomeas. También estudió y nombró muchas especies de radiolaria.
Sus investigaciones originaron importantes aplicaciones de las tierras de infusorios usadas en el pulido y otros propósitos económicos. Amplió notoriamente el conocimiento sobre microorganismos de ciertas formaciones geológicas, especialmente de caliza, y de acumulaciones marinas y de agua dulce. Hasta Ehrenberg se desconocía absolutamente que muchas masas rocosas se componían de diminutos animales o plantas. Demostró que la fosforescencia del mar se debe a organismos.
Continuó hasta muy avanzada edad investigando organismos microscópicos de las profundidades marinas y varias formaciones geológicas.

## Legado
Tras su deceso, sus colecciones de organismos microscópicos se depositaronn en el Museum für Naturkunde en la Universidad Humboldt de Berlín. La «Colección Ehrenberg» se compone de 40 000 preparados microscópicos, 5000 muestras, 3000 diseños a tinta y a lápiz, y correspondencia cercana a 1000 cartas.
También fue el primer ganador de la Medalla Leeuwenhoek, en 1877.
En su localidad natal, Delitzsch, el colegio Ehrenberg-Gymnasium fue nombrado en su honor. El mejor alumno de cada año recibe el «Premio Ehrenberg» y una beca.

## Algunas publicaciones
- "Fortsetzung der mikrogeologischen Studien als Gesammt-Übersicht der mikroskopischen Paläontologie gleichartig analysirter Gebirgsarten der Erde, mit specieller Rücksicht auf den Polycystinen-Mergel von Barbados", en Abhandlungen der königlichen Akadademie der Wissenschaft. Berlín, 225 pp. 1875
- Aufbau von Bacillarien-Wänden. 1872
- Gedächtnissrede auf Alexander von Humboldt. Oppenheim, Berlín 1870
- Gedächtnissrede gehalten am 3. August 1856. Berlín 1856
- Über die Stellung der Universitäten im Staate. Berlín 1856
- Mikrogeologie. 2 vols. Leipzig, 1854
- Su colección (con planchas de Mikrogeologie, 1854) está en línea del Museum für Naturkunde, Humboldt-Universität
- Über die Formbeständigkeit und den Entwicklungskreis der Organischen Formen. Dümmler, Berlín 1852
- Passat-Staub und Blut-Regen. Berlín 1849
- Mittheilungen über den rothen Passatstaub und das dadurch bedingte Dunkelmeer der Araber. Reimer, Berlín 1848
- Rede zur Feier des Leibnitzischen Jahrestages über Leibnitzens Methode, Verhältniss zur Natur, Forschung und Briefwechsel mit Leeuwenhoek. Voss, Leipzig, Berlín 1845
- Verbreitung und Einfluss mikroskopischen Lebens in Süd- und Nord-Amerika. Berlín 1843
- Über noch zahlreich jetzt lebende Thierarten der Kreidebildung. Berlín 1840
- Die Bildung der europäischen, libyschen und arabischen Kreidefelsen und des Kreidemergels aus mikroskopischen Organismen. Berlín 1839
- Mikroskopische Analyse des curländischen Meteorpapiers von 1686. Berlín 1839
- Die Infusionsthierchen als vollkommene Organismen. 2 vols. Leipzig, 1838
- Atlas über Infusionsthierchen. Voss, Leipzig 1838.
- Die fossilen Infusorien und die lebendige Dammerde. Berlín 1837
- Beobachtung einer auffallenden bisher unerkannten Structur des Seelenorgans bei Menschen und Thieren. Berlín 1836
- Zusätze zur Erkenntnis grosser Organisationen im kleinen Raume. Berlín 1836
- Das Leuchten des Meeres. Berlín 1835. (con Bernhard Wienker)
- Organisation in der Richtung des kleinsten Raumes. Berlín 1834
- Zur Erkenntniss der Organisation in der Richtung des kleinsten Raumes. Dümmler, Berlín 1832
- Organisation, Systematik und geographisches Verhältniss der Infusionsthierchen. Berlín 1830
- Symbolæ physicæ. Berlín 1828–45 (con Friedrich Wilhelm Hemprich y Johann Christoph Klug)
- Reisen in Aegypten, Libyen, Nubien und Dongala. Mittler, Berlín, Posen, Bromberg 1828
- Die geographische Verbreitung der Infusionsthierchen in Nord-Africa und West-Asien. Berlín 1828
- Naturgeschichtliche Reisen durch Nord-Afrika und West-Asien in den Jahren 1820 bis 1825 von Dr. W. F. Hemprich und Dr. C. G. Ehrenberg, Historischer Theil. Mittler, Berlín 1828
- Beitrag zur Characteristik der nordafrikanischen Wüsten. Schade, Berlín 1827
- Sylvae mycologicae Berolinensis. Bruschcke, Berlín 1818

## Honores
- 1837: miembro extranjero de la Royal Society de Londres
- 1839: Medalla Wollaston, el premio más famoso de la Geological Society of London

### Epónimos
Géneros
- (Rubiaceae) Ehrenbergia Spreng.[1]
- (Zygophyllaceae) Ehrenbergia Mart.[2]

Especies (255 + 77 + 7 + 6 registros)
- (Apocynaceae) Rhabdadenia ehrenbergii Müll.Arg. ex Griseb.[3]
- (Asteraceae) Hebeclinium ehrenbergii Sch.Bip. ex Hemsl.[4]
- (Cyperaceae) Mariscus ehrenbergianus (Boeckeler) C.B.Clarke[5]
- (Eriocaulaceae) Eriocaulon ehrenbergianum Klotzsch ex Körn.[6]
- (Myrtaceae) Aulomyrcia ehrenbergiana (O.Berg) Amshoff[7]
- (Orchidaceae) Odontoglossum ehrenbergii Link, Klotzsch & Otto[8]

## Abreviatura (zoología)
La abreviatura Ehrenberg  se emplea para indicar a Christian Gottfried Ehrenberg como autoridad en la descripción y taxonomía en zoología.

## Fuente
- Landsberg, Hannelore. Christian Gottfried Ehrenberg. Darwin & Co., München 2001. ISBN 3-406-44638-8
- Laue, Max. Christian Gottfried Ehrenberg. Springer, Berlín 1895.
- Schlegel, Martin. Christian-Gottfried-Ehrenberg-Festschrift. Leipzig 1996. ISBN 3-929031-92-2
- Johannes Hanstein. Christian Gottfried Ehrenberg: ein Tagwerk auf dem Felde der Naturforschung des neunzehnten Jahrhunderts. Bonn: Marcus, 1877
- Traducción de los Arts. en lengua inglesa, francesa y germana de Wikipedia.